# Enicospilus convolvulus
Enicospilus convolvulus là một loài tò vò trong họ Ichneumonidae.